# Selecció de futbol del Níger
La Selecció de futbol del Níger és l'equip representatiu del país a les competicions oficials. Està dirigida per la Federació Nigerina de Futbol (en francès, Fédération Nigerienne de Football), pertanyent a la CAF.
La participació en la CAN 2012 serà la primera aparició d'aquesta selecció en una competició internacional.

## Competicions internacionals

### Participacions en la Copa del Món
- De 1930 a 1974 – No hi participà
- De 1978 a 1982 – No es classificà
- 1986 – Abandonà
- 1990 – No hi participà
- 1994 – No es classificà
- 1998 – Abandonà
- 2002 – No hi participà
- De 2006 a 2018 – No es classificà

### Participacions en la Copa d'Àfrica
- De 1957 a 1968 – No hi participà
- De 1970 a 1972 – No es classificà
- 1974 – Abandonà
- 1976 – No es classificà
- De 1978 a 1980 – Abandonà
- 1982 – No hi participà
- 1984 – No es classificà
- De 1986 a 1990 – No hi participà
- De 1992 a 1994 – No es classificà
- 1996 – Abandonà durant la classificació
- 1998 – Desqualificada per l'abandonament de 1996
- De 2000 a 2010 – No es classificà
- 2012 - Primera ronda
- 2013 - Primera ronda
- 2015 a 2017 - No es classificà